# 아세틸콜린에스터레이스
아세틸콜린에스터레이스(acetylcholinesterase)는 아세틸콜린을 세틸과 콜린으로 가수분해하는 효소이다. 부교감 신경을 지배하는 기관과 자유 신경절 등에 있다. 이 효소는 시냅스 신호 전달 물질을 제거하는 역할을 한다.
Neurotransmission 도중에, ACh는 presynaptic neuron에서 synaptic cleft로 방출되어, post-synaptic membrane의 ACh 수용체에 결합함으로써, 신경신호를 이어받는다. AChE 또한 post-synaptic membrane에 위치해있는데, ACh를 가수분해함으로써 신호전달을 종결시킨다. 결합으로부터 해방된 choline은 pre-synaptic neuron에 의해 재흡수되고, choline acetyltransferase의 작용을 통해acetyl-CoA와 결합함으로써 ACh가 합성된다.
콜린자극성의 약제는 acetylcholinesterase의 용해작용에 영향받지 않는 콜린성의 NT로서 작용하면서 이 과정을 방해한다.